# Henri Hurskainen
Henri Hurskainen (Emmaboda, 13 de septiembre de 1986) es un deportista sueco que compitió en bádminton. Ganó una medalla de plata en el Campeonato Europeo de Bádminton de 2012, en la prueba individual.

## Palmarés internacional
| Campeonato Europeo | Campeonato Europeo  | Campeonato Europeo | Campeonato Europeo |
| Año                | Lugar               | Medalla            | Prueba             |
| ------------------ | ------------------- | ------------------ | ------------------ |
| 2012               | Karlskrona (Suecia) | Medalla de plata   | Individual         |